# Football aux Jeux paralympiques
Le football aux Jeux paralympiques est une épreuve paralympique ,,. 